# SV Jong Ambon
SV Jong Ambon is een Nederlandse amateurvoetbalclub uit Middelburg in Zeeland, opgericht in 1958. De club is van oudsher een Molukse vereniging, maar heeft ook veel niet-Molukse spelers en vrijwilligers. De thuiswedstrijden worden op Sportpark de Sprong gespeeld. De vereniging werd in 1958 toegelaten tot de Zeeuwsche Voetbalbond, waarin SVJA in 1973 de Eerste klasse won. Het standaardelftal speelt in het seizoen 2024/25 in de Vijfde klasse van de KNVB.

## Geschiedenis

### Voorgeschiedenis (1951–1958)

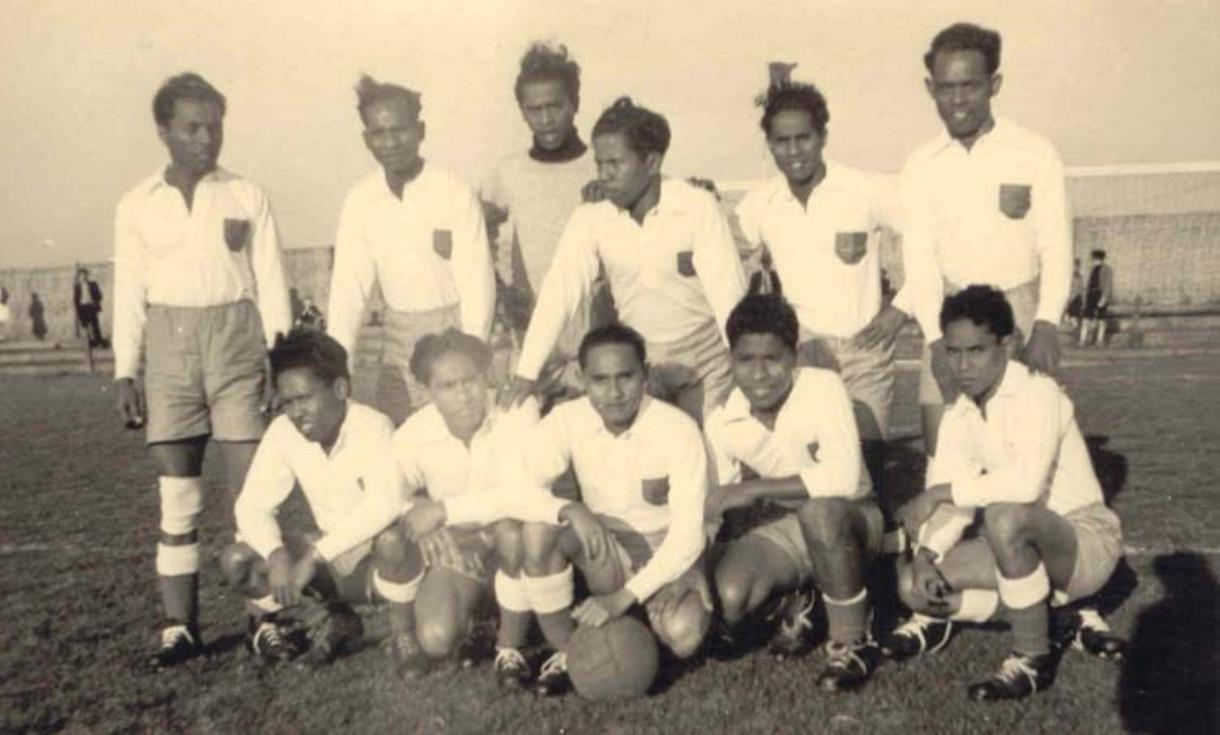
Foto van het team van Jong Ambon in 1952.

In juni 1951 werd voor het eerst een Ambonees elftal samengesteld, gevormd door Ambonezen uit de Zeeuwse Molukse kampen in Koudekerke, Havendorp, Vlissingen, Serooskerke, Westkapelle, Middelburg en Breskens, die vriendschappelijke voetbalwedstrijden speelden tegen Zeeuwse voetbalclubs om geld op te halen dat bestemd was voor het aanschaffen van sportmateriaal. Deze Ambonezen beoefenden de voetbalsport binnen hun eigen informele vereniging Jong Ambon, nadat zij voorheen — voordat zij emigreerden naar Nederland — al speelden voor de Nederlands-Indische voetbalclub Jong Ambon en deze club nadien in Nederland wilden voortzetten. De eerste bronnen waarin ,,V.V. Jong Ambon" als voetbalvereniging concreet beschreven werd als "het gecombineerde elftal der Ambonezen in Zeeland" dateren al reeds uit de periode tussen 1952 en 1957.

### Oprichting en de eerste jaren (1958–1968)

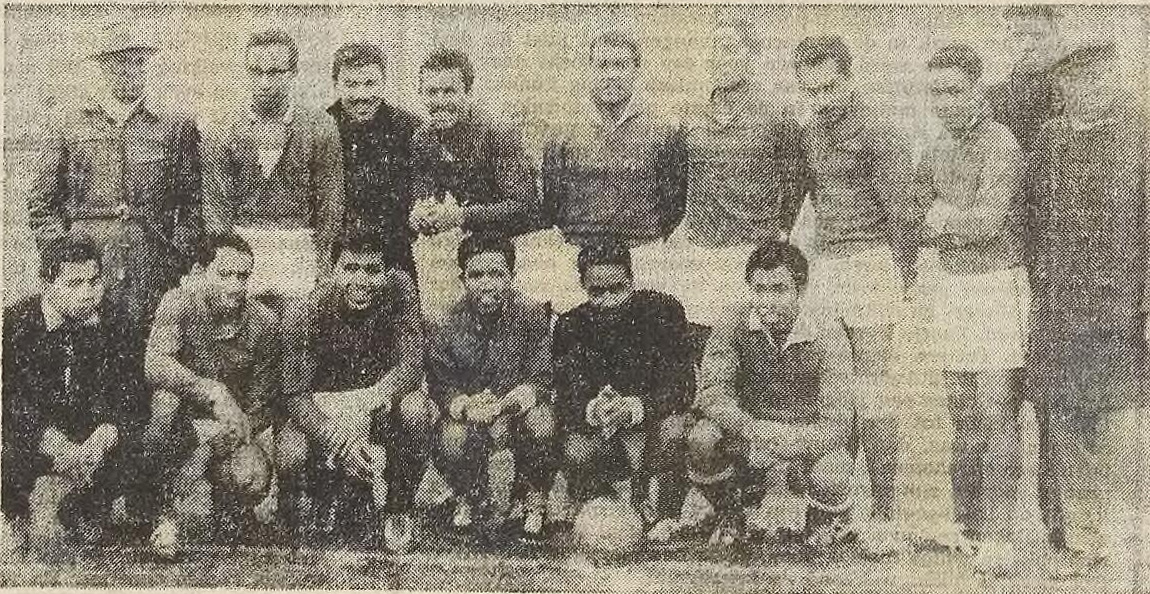
Foto van het kampioenselftal van Jong Ambon in 1962.

De Sportvereniging Jong Ambon werd op 14 juni 1958 officieel opgericht als Nederlandse voetbalvereniging in Souburg, Vlissingen. SV Jong Ambon speelde zijn eerste formele wedstrijd op zaterdag 27 augustus 1958 tegen een combinatie van de VC Vlissingen, waarvan met 7–2 werd verloren. Met een handvol fanatieke voetballers trad Jong Ambon toe tot de competitie van de Zeeuwsche Voetbalbond, waar zij debuteerden in de Derde klasse. In het seizoen 1959/1960 werd het eerste afdelingskampioenschap behaald. In het seizoen 1960/61 werd Jong Ambon nog tweede , maar het seizoen erop in 1961/62 werd Jong Ambon kampioen van de Tweede klasse. Het succesvolle seizoen werd afgesloten met een ruime 1–9 overwinning tegen VV Retranchement.
Later verhuisde SV Jong Ambon naar Middelburg.
In juni 1964 werden de aanvaller Johnny Lilipaly en linksbuiten Frans Salawanej geselecteerd voor het Zeeuws voetbalelftal om tegen andere provincies te spelen om de Moormanbeker. In de zomerstop toonde de Nederlandse topclub PSV Eindhoven ook interesse in Johnny Lilipaly. Beiden spelers maakten echter de overstap naar VCV, dat in de Eerste klasse van de KNVB speelde.
Tussen 1966 en 1968 werd Alex Telehala opgeroepen voor het Zeeuws elftal. 
Nadat veel belangrijke spelers vertrokken naar andere clubs die hogerop speelden, trok Jong Ambon zich terug uit de Eerste klasse. Een doorstart voor het seizoen 1968/69 in de Derde klasse werd nog geprobeerd, maar deze poging werd gestaakt na enkele speeldagen. Na enkele moeilijke jaren, met de nodige moeilijkheden als gestaakte wedstrijden, zelfs met vechtpartijen, stopten enkele voetballers en het bestuur besloot er in de herfst van 1968 om er maar mee op te houden.

### Brazilianen van het Zeeuwse voetbal (1970-1978)
De bekende Molukse spelers, die woonden in de Stromenwijk in Middelburg en in Souburg en die eerder hun Molukse club verlaten hadden om uit te groeien tot smaakmakers bij andere Nederlandse voetbalverenigingen, betreurden uiteindelijk het verdwijnen van Jong Ambon. Zij wensten weer bijeen te komen in hun voetbalvereniging Jong Ambon en de club nieuw leven in te blazen.
In 1970 nam Jong Ambon weer aan de competitie van de Zeeuwsche Voetbalbond deel, maar moest weer beginnen in de laagste Derde klasse.
Het eerste seizoen 1970/71 werden de Middelburgers kampioen met 144 doelpunten voor en het tweede seizoen 1971/72 met de doelpuntencijfers 100 voor en 13 tegen. In de eerste wedstrijd van het seizoen tegen SDO stond Jong Ambon na tien minuten met 0–2 achter, maar na 90 minuten was de stand 14–2.
Dankzij de moderne aanpak en technische oefenstof van de talentvolle trainer Bert Pentury wist Jong Ambon het Zuid-Amerikaanse voetbalspel, het zogenaamde tik-tak-spel, te realiseren en daarmee indirect een uitstekende sfeer te scheppen binnen de vereniging. Mede dankzij zijn technische vaardigheid is spits Pieter Telussa meerdere malen de schrik van de defensie van de tegenpartij. Na het eind van het seizoen 1973/74 werd Pieter Telussa Zeeuws topscorer en winnaar van de Zilveren Stem-schoen. Onder leiding van  speler/coach Bert Pentury beschikte SV Jong Ambon over een getalenteerde selectie en de spelers werden vanwege haar aanvallende spel en balbehandeling ook werd de "Brazilianen van het Zeeuwse voetbal" genoemd.
Bij aanvang van het seizoen 1972/73 was de gemiddelde leeftijd van het eerste elftal 21,2 jaar. Omdat er goede resultaten werden geboekt kwamen er meer goede Ambonese voetballers naar Jong Ambon, zij kwamen over van Zeelandia, RCS, Goes en VV Middelburg.
Als afdelingskampioen van de Zeeuwse Eerste klasse, kwalificeerde Jong Ambon zich voor de voorrondes voor het Nederlands landskampioenschap voor afdelingskampioenen. Het kwalificatiettoernooi, waar ook de Zuid-Hollandse afdelingskampioenen van de steden Den Haag (OSC), Rotterdam (PFC), Gouda (WSE) Dordrecht (VV OSS) aan deelnamen, werd knap gewonnen door de Jong Ambonezen. Op het nationale kampioenstoernooi in het KNVB-sportcentrum te Zeist speelde Jong Ambon echter niet erg succesvol en moest het Nederlands landskampioenschap voor afdelingskampioenen laten aan SV De Rijp, de afdelingskampioen van Noord-Holland.
In het seizoen 1973/74 werd er gespeeld om de PZC-beker tegen het Assense FC Amboina, eveneens een Moluks team en op dat moment kampioen van de vierde klasse KNVB in het district Noord I.
Binnen het communautaire voetbal van de Zuid-Molukse gemeenschap was Jong Ambon ook succesvol. Strijdend tegen de andere Zuid-Molukse voetbalclubs in Nederland, werd in de jaren 1970 onder meer in 1972, 1975, 1977 de Soumokil-beker gewonnen.
Ron Telussa werd in 1977 de opvolger van Bert Pentury als hoofdtrainer. Wegens onregelmatige werkzaamheden moest hij al na één seizoen afhaken als trainer.
De Tweede klasse van de KNVB lonkte in 1976 en 1978 met een tweede plaats in de competitie, maar tot promotie kwam het net niet.
Aan het einde van het seizoen 1977/78 sloot de Zuid-Molukse ploeg uit Middelburg het seizoen af met slechts één punt achterstand op kampioen VV Internos.
De kleurrijke formatie uit de Zeeuwse voetbalwereld heeft een talentvolle selectie, maar een betrekkelijk kleine kern. Bovendien ziet het er voor Jong Ambon niet naar uit dat die kleine kern in de komende jaren veel breder zal worden. Trainer Bert Pentury voorzag dat de gezinnen van de nieuwe generatie Molukkers minder kinderrijk zijn en in bepaalde leeftijdsgroepen minder aanwas zal zijn.
In het seizoen 1978/79 eindige SV Jong Ambon net onder de middenmoot. De slechte winter heeft Jong Ambon meer parten gespeeld dan de meeste Hollandse verenigingen.
In 1980 vertrok Pentury als hoofdtrainer. Hij werd opgevolgd door Julius Sohilait. Na het vertrek van Bert Pentury als trainer naar VV Yerseke is er van opbouw geen sprake geweest. Elk seizoen kwam er een andere trainer.

### Droogte en ontgoochelingen (1980–1996)

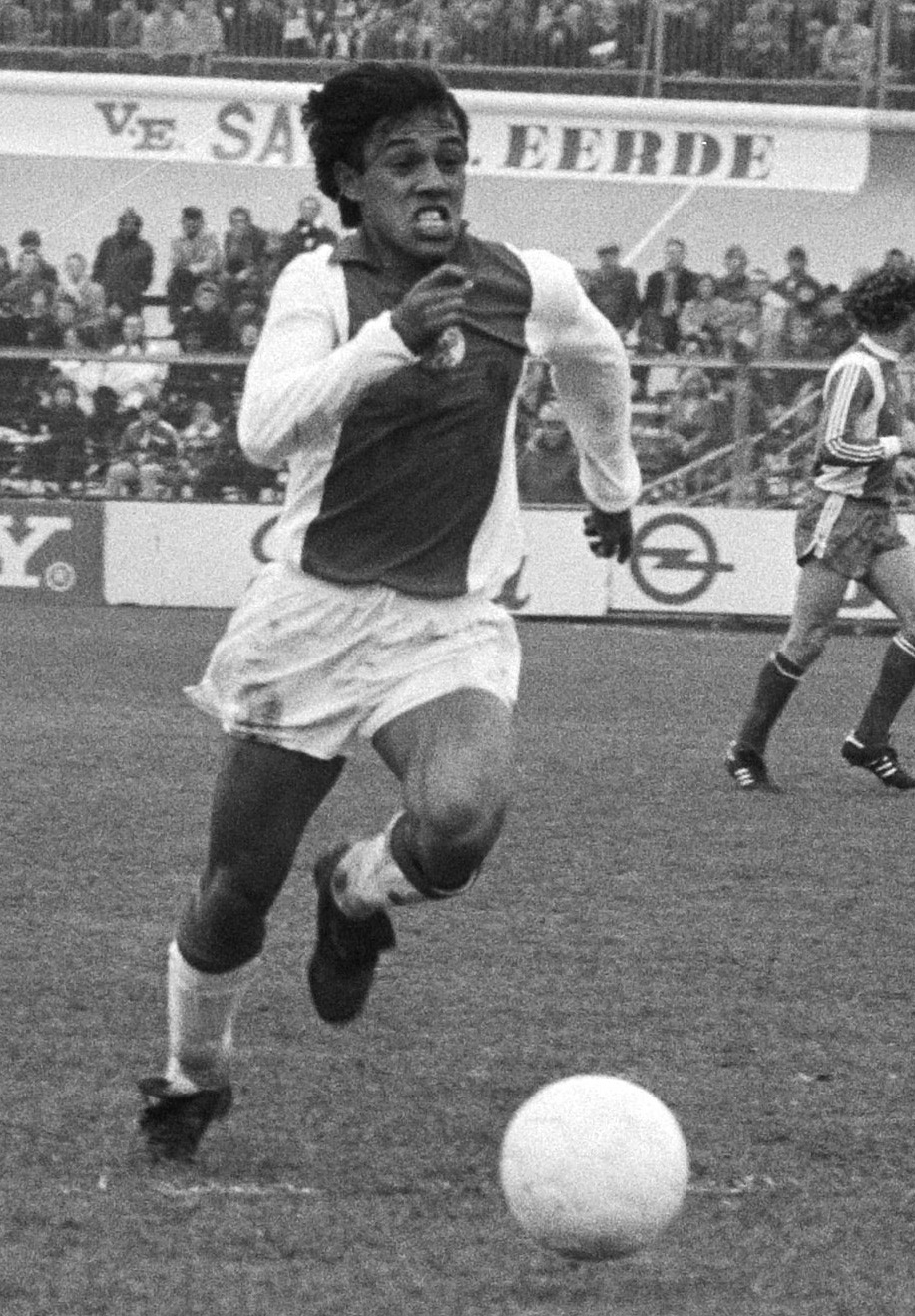
Simon Tahamata speelde in 1981 als gastspeler voor Jong Ambon.

In juni 1981 speelt Simon Tahamata mee als gastspeler voor Jong Ambon in het toernooi om de Soumokil-beker, het voetbaltoernooi voor Molukse elftallen.
In 1986 werd Jason Pattiasina geselecteerd voor het Zeeuws elftal.
Jong Ambon speelde voor haar dertigjarig jubileum een vriendschappelijke wedstrijd op 6 september 1988 op het Sportpark De Kruidmolen tegen de Belgische profclub Beerschot. Deze tegenstander werd gekozen vanwege de aanwezigheid van de Molukse voetballer Simon Tahamata. Naast Tahamata, kwamen ook Ton Blanker, Henk Houwaart, Keith Masefield, Jos Daerden en Willy Wellens voor Beerschot, dat onder leiding stond van trainer Barry Hughes. Voor Jong Ambon speelde Ton Pattinama als gastspeler mee om het team van meer ervaring te voorzien. Beerschot won de wedstrijd met 9–0.
SV Jong Ambon staat in de jaren 1980 ook bekend om zijn niet te beste imago. De spelers spreken onderling Maleis, zijn fel in hun bereidheid om te winnen en dat wekt soms irritaties op bij de tegenstanders, die de Ambonese spelers dan weer uitlokken. Het bestuur verzoekt in 1987 dan ook op meer verdraagzaamheid van alle 22 spelers die tijdens een wedstrijd op een veld staan.
Met ingang van het seizoen 1987/88 werd Jim Pentury de hoofdtrainer van Jong Ambon als opvolger van Daan Patty. Hij hoopt de Molukse vereniging via een 'mixture van techniek en karakter' hogerop te brengen.
In het seizoen 1988/89 behaalde Jong Ambon een tweede plaats in de Eerste klasse, vlak achter VV Luctor '88. Omdat ze tweemaal periodekampioen was geworden, mocht Jong Ambon spelen in de nacompetitie om een plaats in de Vierde klasse. Hierin werd knap gewonnen van VV Terneuzen waardoor de Jong-Ambonezen promoveerden.
In oktober 1990 stopt trainer-speler Jim Pentury met onmiddellijke ingang als voetbaltrainer bij Jong Ambon, omdat hij naar eigen zeggen beleving en strijdlust miste bij de spelers. Willem Risakotta nam de taken op interim-basis over.
Het seizoen 1990/91 was niet succesvol. Ondanks de enorme eindsprint kwam Jong Ambon toch een puntje tekort om het lijf te redden. Na de degradatie vertrok tevens een aantal spelers. Arie Pentury stopt als speler en werd bij aanvang het seizoen 1991/92 trainer van de club.
In het seizoen 1992/93 eindige SVJA op de tiende plaats, waardoor de club een beslissingswedstrijd moest spelen om lijfsbehoud. In een bikkelhard duel, waarin vijf maal een gele en een keer een rode kaart werd getrokken, met een 2-1 zege behaald in de beslissingswedstrijd tegen Aardenburg. De doelpunten van Jerry Tupawaël en Jim Salawana waren genoeg om het verblijf van Jong Ambon in de Eerste klasse nipt met een jaar te verlengen.
In het seizoen 1993/94 eindige SV Jong Ambon op de laatste plaats, waardoor de club degradeerde naar de Tweede klasse.
In september 2001 speelde Jong Ambon een benefietwedstrijd tegen profclub Roda JC. De opbrengst is voor de kinderen op de Molukken.
In het seizoen 2002/03 bereikte Jong Ambon de zesde ronde van de Districtsbeker, waardoor de club zich bij de beste 32 clubs van District Zuid I schaarde. In die fase werd SVJA op 27 maart 2003 uitgeschakeld, nadat VV Hoeven op eigen veld met 2–1 te sterk was.
In 2005 verbleef de club zeventien dagen in de Molukken, op Ambon. De voetballers hebben verschillende ontwikkelingsprojecten op humanitair en sportief gebied bezocht en speelden een paar wedstrijden tegen plaatselijke teams.

Giomaro Pattianakotta namens Jong Ambon in 2015.

Nadat het sportief en organisatorisch niet al te best ging, besloten een aantal spelers in juni 2011 terug te keren bij Jong Ambon. De club versterkte zich met Alfaro Pentury, Yannick Taniwel, Wesley Nijsse (RCS), Jarreau Manhuwa (JVOZ) en Gabriel Sapulette (Patrijzen). Hierdoor besloten andere spelers die een vertrekwens hadden om bij SVJA te blijven. Ook Björn Langeveld-Telussa kwam over van VC Vlissingen, nadat hij eerder uitkwam voor NAC Breda in de Eredivisie. Op zondag 6 mei 2012 werd Jong Ambon kampioen van de Vierde klasse. De ploeg werd overtuigend kampioen door in de laatste wedstrijd met 4–2 te winnen van VV Hontenisse.
In 2014 besloot Jong Ambon de overstap te maken naar naar het zaterdagvoetbal, waar het speelde in de Vierde klasse. Na een gewonnen kampioenschap in 2015, promoveerde SV Jong Ambon weer naar de Derde klasse.
Jong Ambon telt in het seizoen 2014/15 vier seniorenteams (waarvan een vrouwen) en elf jeugdteams (A t/m mini's, waarvan drie meisjes).
In de jaren tot 2017 verloederde de club en werd SV Jong Ambon gezien als een probleemclub. De club kende een sportieve neergang en een beroerde financiële situatie met een enorme schuldenlast, mede doordat er door de leden weinig contributies aan de vereniging werden betaald. Na enkele geweldsincidenten werd Jong Ambon door de KNVB onder toezicht geplaatst in Categorie 3.

### Heropleving
Door inspanningen van de voorzitter Melvin Telussa en zijn bestuur, de hulp van de KNVB en de bereidheid van alle geledingen binnen de club, van staf tot bestuur en van spelers tot vrijwilligers, werd de vereniging fundamenteel aangepakt en geherstructureerd. Bijna twintig leden werden geroyeerd, contributies werden weer betaald, de financiële positie van de club werd weer stabieler, de sponsoring groeide en er ontstond weer een fijne sportieve sfeer (zie: Clubcultuur). SV Jong Ambon verdween in augustus 2020 uit de categorie 3 van de KNVB en kon zich weer op gezonde basis richten op een sportieve toekomst. Ook voormalig Nederlands international Romano Denneboom verbond zich aan de club als jeugdtrainer. In de jeugdafdeling beschikte Jong Ambon ook met de speler Marvin Young over een groot talent binnen de gelederen.
Onder Paul Telussa deed SV Jong Ambon nog redelijk mee.
Doordat tijdens het seizoen 2022/23 sportief succes uitbleef, stapte trainer Izaak Rehatta gedurende het seizoen op. Het seizoen werd roemloos uitgespeeld, waarin Jong Ambon stijf onderaan eindigde.
In de zomer van 2023 kende de selectie veel mutaties en versterkingen, zodat er vanaf dan ook weer kan worden uitgekeken naar sportieve verbeteringen. In het seizoen 2023/24 kwam de club uit in de Vierde klasse, waarin het eindigde op de een-na-laatste plaats. Na een herstructurering werden de Jong Ambonezen in het seizoen 2024/25 geplaatst in de Vijfde klasse.

## Erelijst

Viering van het kampioenschap van de Vierde klasse in 2011/12.

| Competitie                 | Winnaar | Winnaar                            | Runner up | Runner up  |
| Competitie                 | Aantal  | Jaren                              | Aantal    | Jaren      |
| -------------------------- | ------- | ---------------------------------- | --------- | ---------- |
| Nationaal (KNVB)           |         |                                    |           |            |
| Derde klasse               |         |                                    | 2×        | 1976, 1978 |
| Vierde klasse              | 3×      | 1974, 2012, 2015                   | 1×        | 2008       |
| Vijfde klasse              | 2×      | 2004, 2007                         | 1×        | 2003       |
| Zesde klasse               | 1×      | 1997                               |           |            |
| Provinciaal (ZVB)          |         |                                    |           |            |
| Eerste klasse              | 1×      | 1973                               | 2×        | 1964, 1989 |
| Tweede klasse              | 2×      | 1962, 1972                         | 1×        | 1961       |
| Derde klasse               | 2×      | 1960, 1971                         |           |            |
| Communautair (Zuid-Moluks) |         |                                    |           |            |
| Soumokil-beker             | 6×      | 1972, 1975, 1977, 1980, 1981, 1988 | 1×        | 1978       |

## Competitieresultaten 1959–heden
| 5 3A |

| 1 3A |

| 2 2A |

| 1 2A |

| 6 1B |

| 2 1A |

| 7 1A |

| 5 1A |

| 8 1A |

| 11 1A |

| XX |

| XX |

| 1 3B |

| 1 2A |

| 1 1A |

| 1 4H |

| 7 3D |

| 2 3D |

| 6 3D |

| 2 3D |

| 8 3D |

| 5 3D |

| 10 3D |

| 9 3D |

| 9 3D |

| 12 3D |

| 12 4H |

| 6 1 |

| 5 1 |

| 8 1 |

| 2 1 |

| 10 4H |

| 12 4H |

| 6 1 |

| 10 1 |

| 12 1 |

| 8 2A |

| 7 2A |

| 1 6A |

| 11 5A |

| 8 5A |

| 13 5A |

| 4 6A |

| 4 5B |

| 2 5B |

| 1 5B |

| 4 4A |

| 11 4A |

| 1 5B |

| 2 4B |

| 3 4A |

| 8 4A |

| 4 4A |

| 1 4A |

| 11 3A |

| 8 4A |

| 1 4A |

| 7 3A |

| 14 3A |

| 12 4A |

| 10 4A |

| 12* 4A |

| 10* 4A |

| 10 4A |

| 13 4A |

| 13 4A |

| -- 5A |

- 1974–2014: Zondagvoetbal
- 2014-heden: Zaterdagvoetbal

*
| Derde klasse      | Vierde klasse     | Vijfde klasse    | Zesde klasse |
| Eerste klasse ZVB | Tweede klasse ZVB | Derde klasse ZVB |              |

In elke staaf van de grafiek staat van boven naar beneden vermeld: 
- Eindnotering

Dit is de positie die de club heeft bereikt in de competitie, zonder eventuele beslissings-, play-off- of nacompetitiewedstrijden die nodig zijn geweest om bijvoorbeeld de kampioen van de competitie te bepalen.
Indien een * achter het getal staat is de notering een tussenstand en kan het zijn dat de notering niet overeenkomt met de uiteindelijke eindstand van de competitie.
Staat er een - dan is het seizoen nog bezig en is er geen definitieve uitslag bekend.
Staat er xx op de positie van de notering, dan heeft de club vroegtijdig de competitie verlaten. Dit kan onder andere komen door terugtrekking van het team, faillissement van de club of door een uitgedeelde straf van de KNVB. In veel gevallen staat elders in het artikel de reden vermeld.
Staat er een ? dan is het resultaat uit het verleden onbekend, en is alleen de competitie of het niveau bekend van dat seizoen.
In de seizoenen 2019/20 en 2020/21 werd wegens de coronacrisis het amateurvoetbal afgebroken. Daardoor kennen deze staven geen eindklassering (middels -- weergegeven).
- Competitieniveau en afdelingsletter of Officiële eindstand Eredivisie
  - Competitieniveau en afdelingsletter

Hierbij geeft het getal het niveau weer, dat ook terug te vinden is in de legenda. De letter is de afdelingsaanduiding en wordt gebruikt wanneer er meer afdelingen zijn op hetzelfde niveau. De afdelingsletter is altijd een hoofdletter en wordt meestal zonder nummer gebruikt.
Voorbeeld: 2F is niveau 2e klasse competitie F.
Het competitieniveau en nummer wordt niet vermeld wanneer er slechts één competitie van dit niveau was.
  - Officiële eindstand Eredivisie (getal staat tussen haakjes vermeld)

Sinds de introductie van play-offwedstrijden voor Europees voetbal na afloop van de reguliere competitie in 2005/06, is de KNVB verplicht een eindstand van de Eredivisie door te geven aan de UEFA aan de hand van deze play-offwedstrijden.
Bij deze eindstand staan clubs die zich hebben gekwalificeerd voor Europees voetbal hoger dan clubs die zich niet wisten te kwalificeren. Indien er geen verschil was tussen de eindnotering en de officiële eindstand, staat dit getal niet vermeld.

- Onderafdeling

Hier staat afgekort de naam van de onderafdeling indien de club in dat jaar in een onderafdeling uitkwam. Tevens staat deze afkorting in de legenda en wordt gelinkt naar het artikel over deze onderafdeling. Deze afkorting wordt alleen vermeld wanneer de club in het verleden in verschillende onderafdelingen heeft gespeeld. Deze vermelding is in de staaf altijd in kleine letters. Deze onderafdelingen zijn na het seizoen 1995/96 afgeschaft. Heeft de club in slechts één onderafdeling gespeeld, dan is dit alleen terug te vinden in de legenda.
Onder de staaf staat het jaartal vermeld waarin het seizoen is afgesloten. 15 verwijst naar het seizoen 2014/15 of eventueel het seizoen 1914/15.
Wanneer een staaf leeg is, zijn deze gegevens niet bekend. Het kan ook zijn dat de club dat seizoen niet heeft meegespeeld op het hogere amateurniveau, vroegtijdig de competitie heeft verlaten of uit de competitie is gezet.

In het seizoen 1944/45 was er wegens de Tweede Wereldoorlog geen regulier competitievoetbal.

## Sportcomplex
In de eerste jaren van het clubsbestaan speelde SV Jong Ambon aan de sportterreinen aan de Spoorstraat in Oost-Souburg.
Vanaf 1974 werd er gevoetbald op Sportpark De Nadorst aan de Nassaulaan in Middelburg en vanaf 1983 op Sportpark De Kruitmolen, dat de club moest delen met FC Dauwendaele.
Er waren in 1999 plannen van de Gemeente Middelburg om Jong Ambon te verhuizen naar een nieuw sportcomplex in de Veersche Poort. Dit was echter niet wenselijk voor de vereniging.
Nadat MMHC Middelburg fuseerde met Vlissingen en daardoor verhuisde, kon SV Jong Ambon in 2014 verhuizen naar “Sportpark de Sprong”, waar de thuiswedstrijden sindsdien worden gespeeld. In juni 2015 had de oud-profvoetballer Denny Landzaat de eer om het nieuwe clubgebouw te openen.

## Clubcultuur
De club is van oudsher een Molukse vereniging, maar heeft ook veel niet-Molukse spelers en vrijwilligers. Sinds de oprichting van SV Jong Ambon in 1958 behoren de leden tot de Molukse gemeenschap in Zeeland. Ook groeide de club uit tot een wezenlijk onderdeel van de Molukse gemeenschap. Tegenwoordig staat de club open voor de gehele bevolking van Middelburg, maar toont ze wel het stempel van de eerste en tweede generatie Molukse Nederlanders, waarvan de cultuur kan worden beschouwd als Zuid-Moluks.
De spelers van Jong Ambon praatten tussen de jaren 1960 en 1990 op de training en tijdens de wedstrijden Ambonees Maleis met elkaar.
De voetbalvereniging organiseerde ook verschillende trips naar de Molukken, om bijvoorbeeld te voetballen tegen lokale voetbalclubs en trainingen te geven aan de Molukse jeugd. Tijdens de trip van 2005 was er veel belangstelling voor de aanwezigheid van de Nederlandse club, waardoor er een recordaantal van 5.000 toeschouwers naar het Stadion Mandala Remaja-Karang Panjang trok. Er werd aldaar gespeeld tegen een selectie van Nusaniwe (1–0 winst), Baguala (1–0 winst), PSHL Hitu Leitimur (3–2 winst) en PSA Ambon (4–0 verlies) Ook in 2008 werd een trip georganiseerd. Tijdens de tournee van 2015 werden drie vriendschappelijke wedstrijden gespeeld tegen Kota Ambon (2–1 verlies) en tweemaal tegen PSA Ambon (2–1 winst; 2–0 verlies). Jong Ambon heeft ook een supportersvereniging in Karang Panjang, waarvan de leden speciaal gefabriceerde shirts hebben.
Hedendaags profileert de voetbalvereniging SV Jong Ambon als een familievereniging waarin ambitie en recreatie gecombineerd worden, en men haar voetbalactiviteiten kan beoefenen op zowel prestatief als recreatief niveau. Bij een lidmaatschap maakt de club geen onderscheid in geslacht, afkomst, religie of seksuele geaardheid. Hierdoor is de club ook toegankelijk voor niet-Molukkers die de voetbalsport willen beoefenen. Met de slogan Bersatu Bersama (Nederlands: samen één) probeert de club zichzelf sportief en maatschappelijk te ontwikkelen. Spelers en vrijwilligers spreken in interviews over Jong Ambon van een ,,Kleine, warme club en een hechte groep” en ,,Een tweede thuis".

## Overzichtslijsten

### Lijst van hoofdtrainers

Bert Pentury, voormalig voetballer en hoofdtrainer van SV Jong Ambon.

Bert Pentury was jarenlang hoofdtrainer van het bescheiden Jong Ambon, ondanks dat hij sinds 1978 een UEFA Pro licentie beschikt, werkzaam was voor de KNVB en eerder ook hoofdtrainer was van profclub VCV Zeeland en coach was van het Moluks voetbalelftal. Hij werd dankzij zijn kennis en inzicht door de voormalig voorzitter, Nus Taniwel, ook wel ,,De Johan Cruijff van Jong Ambon" genoemd.
Oom Bert, zoals hij naar Molukse gebruiken binnen de club genoemd werd, vertrok in september 2011 naar Indonesië, om te werken voor de PSSI waarmee hij helpt bij het opleiden van trainers en jeugdtrainers in de Molukken, maar ook elders in Indonesië, zodat de jeugdige talenten zich al vroeger en beter kunnen ontwikkelen.
| - 1970-1977: Bert Pentury - 1977-1978: Ron Telussa - 1978-1980: Bert Pentury - 1980-1981: Julius Sohilait - 1981-1982?: Ron Telussa - 1982?-1987: Daan Patty - 1987-1990: Jim Pentury - 1991-1993: Arie Pentury - 1993-1995?: Daan Patty - 1996-1997?: Frans Salawanej - 1999-2000: Agus Latumeten - 2000-2002: Max Patty - 2002-2007: Bert Pentury | - 2007-2009: Paul Telussa - 2008-2009: Arie Pentury - 2009-2011: Bert Pentury - 2011-2012: Arie Pentury - 2012-2012: Pearl Doesburg - 2012-2013: Koos Waslander - 2013-2017: Marlon Mual - 2017-2018: Karl Vergouwen - 2018-2021: Paul Telussa - 2021-2022: Peter Tahitu - 2022-2023: Izaak Rehatta - 2023-heden: Yannik Taniwel |

### Lijst van bondsspelers

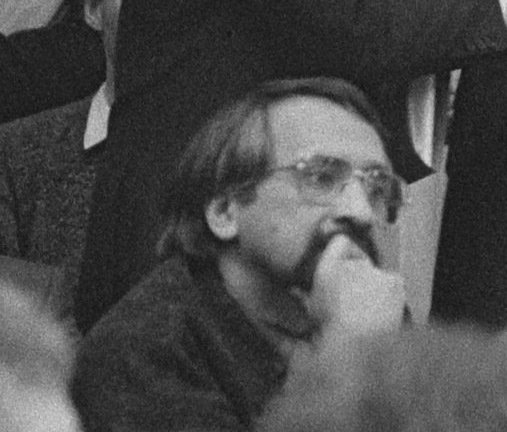
John Lilipaly speelde namens Jong Ambon in 1964 voor het Zeeuws elftal.

Hieronder volgt een lijst van alle spelers van SV Jong Ambon die ooit tijdens hun verblijf bij de club uitkwamen voor het Zeeuws voetbalelftal, het bondselftal van de Zeeuwsche Voetbalbond. Achter de spelersnamen staan tussen haakjes de jaartallen aangegeven van de periode waarin de desbetreffende bondsspeler uit kwam voor het bondselftal.
- John Lilipaly (1964)
- Frans Salawanej (1964)
- Alex Telehala (1966-1968)
- Paul Telussa (onbekend)
- Jason Pattiasina (1986)
- Willem Sabandar (1988)

### Lijst van internationals
SV Jong Ambon heeft door de jaren heen diverse spelers geleverd aan het informele Zuid-Moluks voetbalelftal, een team van voetballers dat de Molukkers vertegenwoordigt bij vriendschappelijke -, benefiet- of internationale wedstrijden. Hieronder volgt een lijst van alle spelers van Jong Ambon die ooit tijdens hun verblijf bij de club uitkwamen voor het Moluks elftal.
 Er zijn ook voetballers die voor het Moluks elftal hebben gespeeld en een verleden hebben bij Jong Ambon, maar zij werden opgeroepen toen zij bij een andere club actief waren, zoals bijvoorbeeld Willem Sabandar, Ramon Telussa en Jason Pattiasina. Ook de Nederlands-Surinaams voetballer Marvin Young, die voorheen bij Jong Ambon actief was als jeugdspeler, kwam later meerdere malen uit voor de jeugdselecties van het Nederlands voetbalelftal.
- Noes Lekatompessy (1980-1984)
- Arie Pentury (1973)
- Bert Pentury (1973)
- Paul Telussa (1973-1980)
- Sam Telussa (1980-1984)
- John Tuankotta (1980)
- Bas Rijkeboer (2009)
- Björn Langeveld (2015)
- Martin Waisapy (2010)